# San Vendemiano
San Vendemiano – miejscowość i gmina we Włoszech, w regionie Wenecja Euganejska, w prowincji Treviso.
Według danych na rok 2004 gminę zamieszkiwało 8776 osób, 487,6 os./km².